# 김두화
김두화(金斗和, 1884~1967)는 대한민국의 독립운동 유공자이다. 1884년 평안남도 평양에서 태어났다. 1905년 숭실중학을 졸업하였는데, 이때 안창호와의 인연으로 민족운동에 투신했다. 1908년에는 안창호의 권유로 신민회에 가입하여 평양지회 활동을 전개하였고, 1909년에도 청년학우회에 가입하여 활동하였다.
그러나 1910년 12월, 105인 사건에 연루되어 체포되었고, "신민회의 수령이자 총독 암살 지휘자"로 몰려 징역 6년형을 선고받았다.

## 김두화 묘비

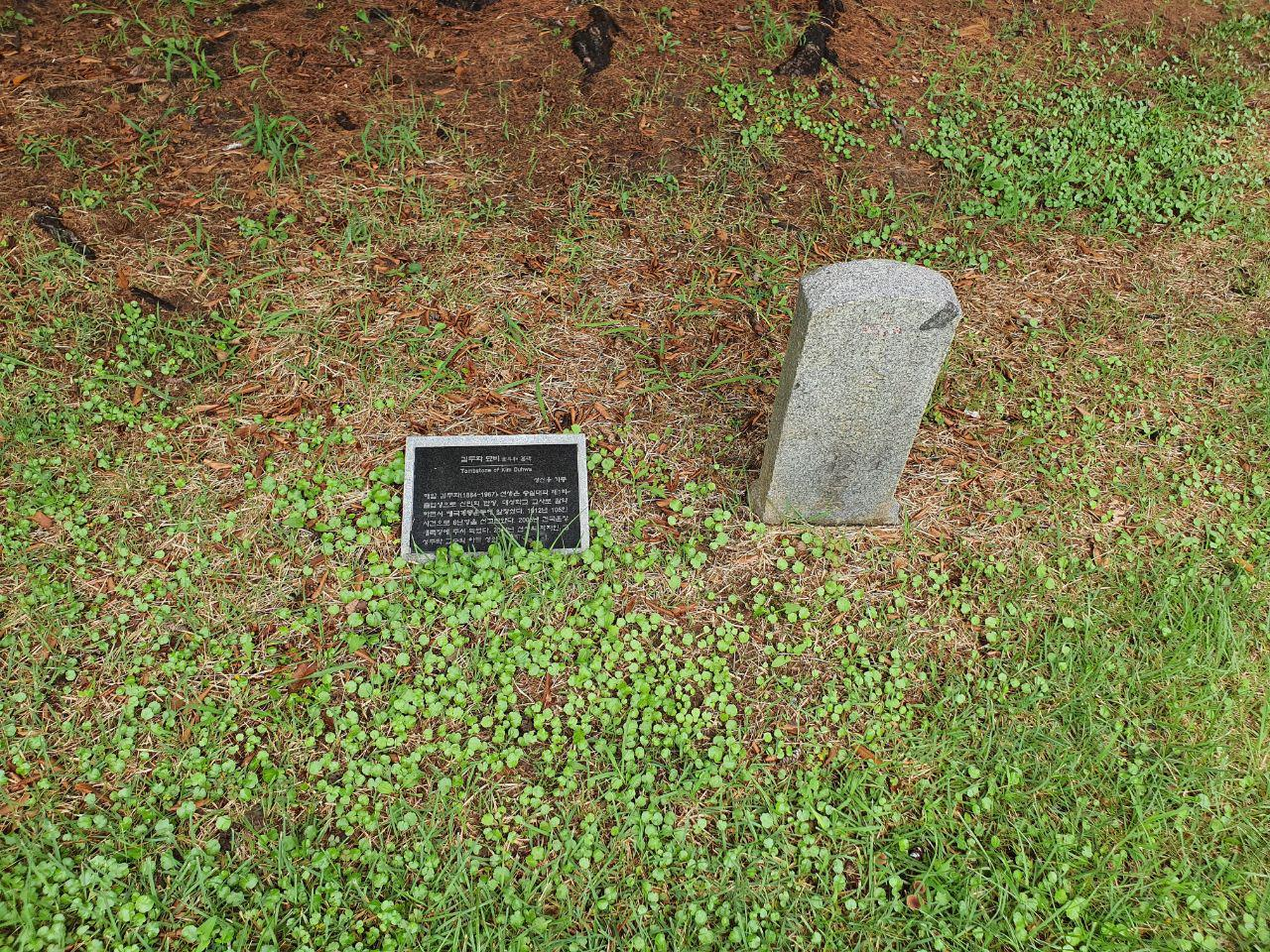
김두화 묘비와 표지석(2019)

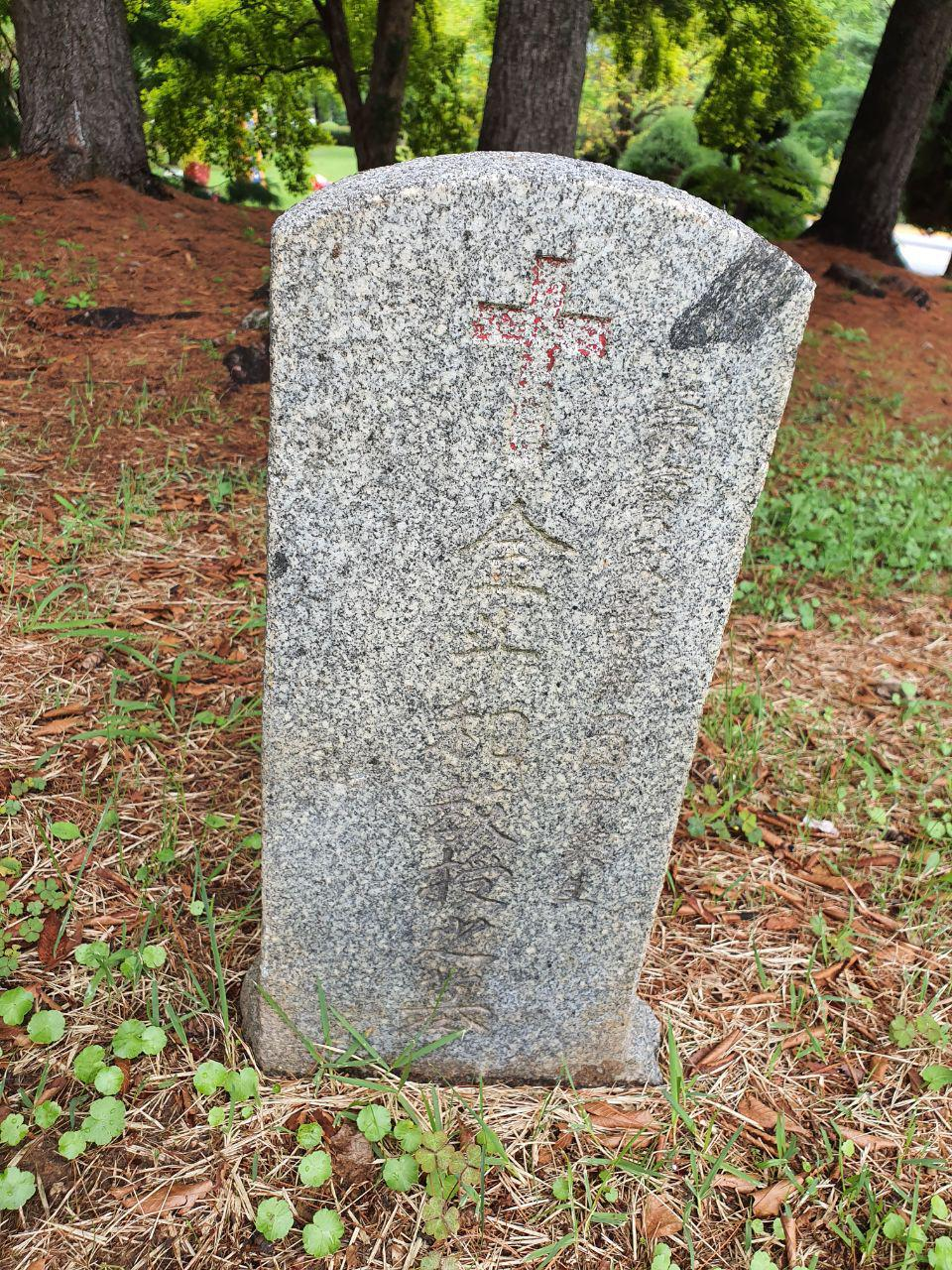
김두화 묘비 전면 사진(2019)

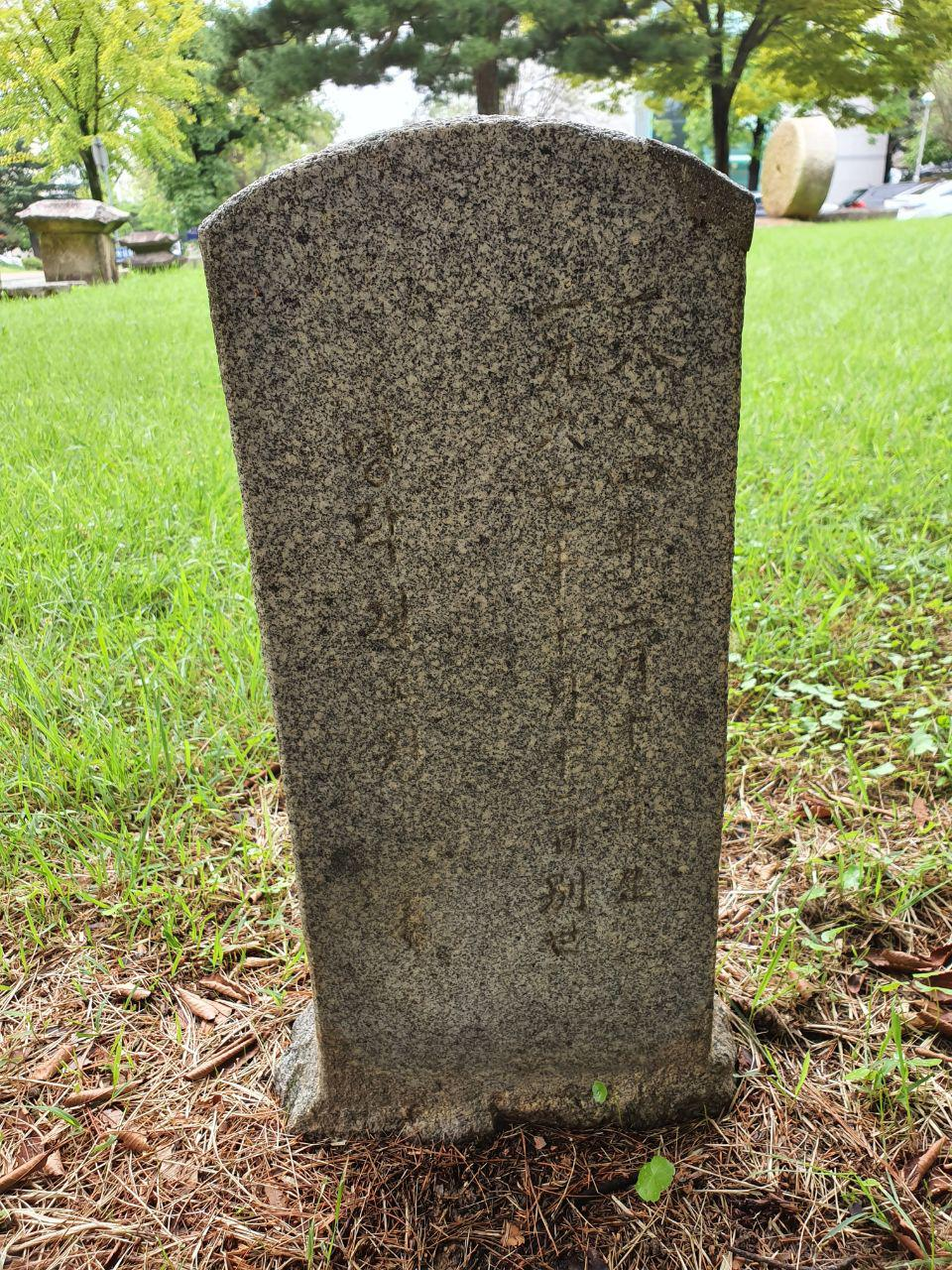
김두화 묘비 후면 사진(2019)

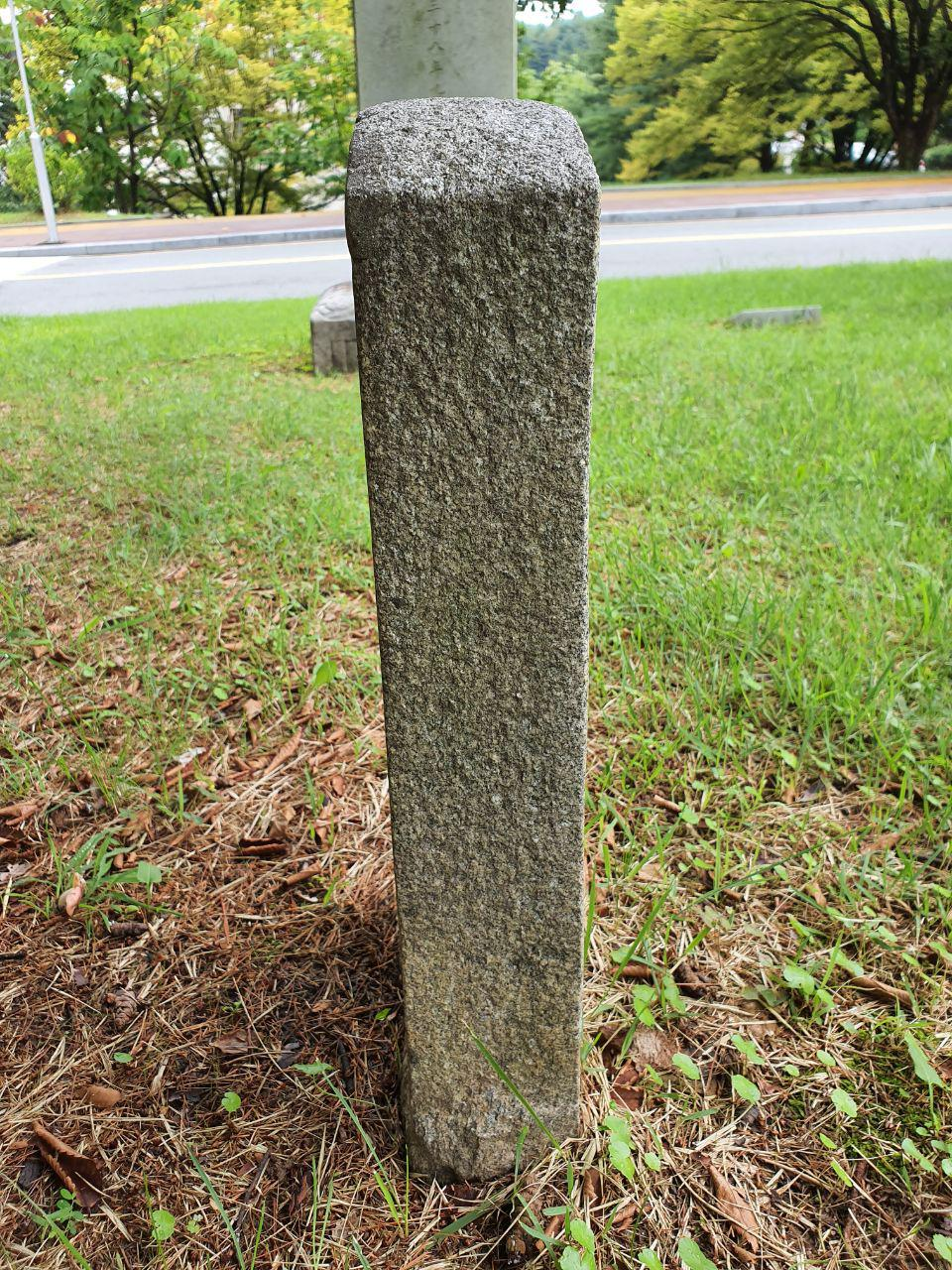
김두화 묘비 왼쪽 사진(2019)

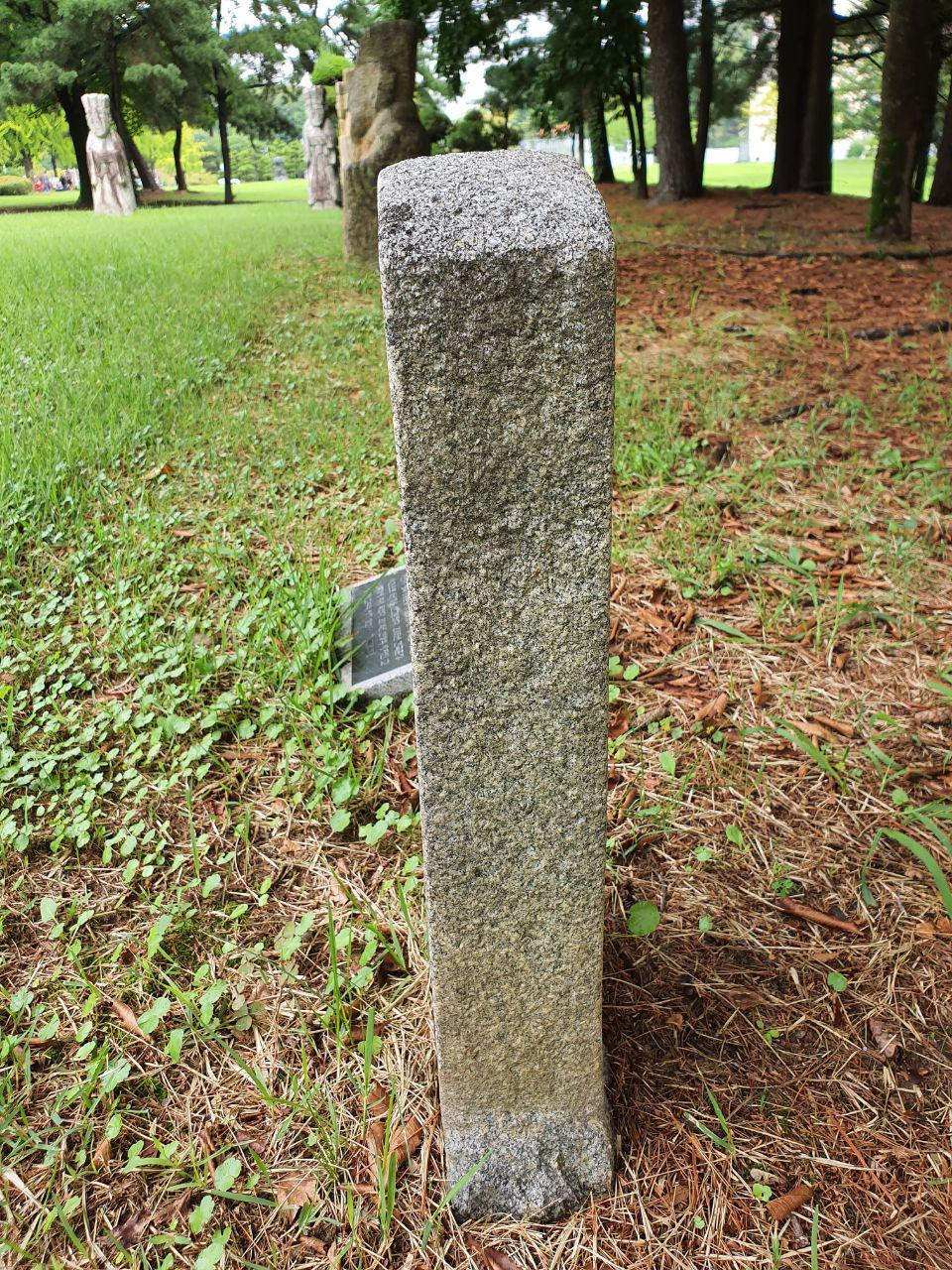
김두화 묘비 오른쪽 사진(2019)

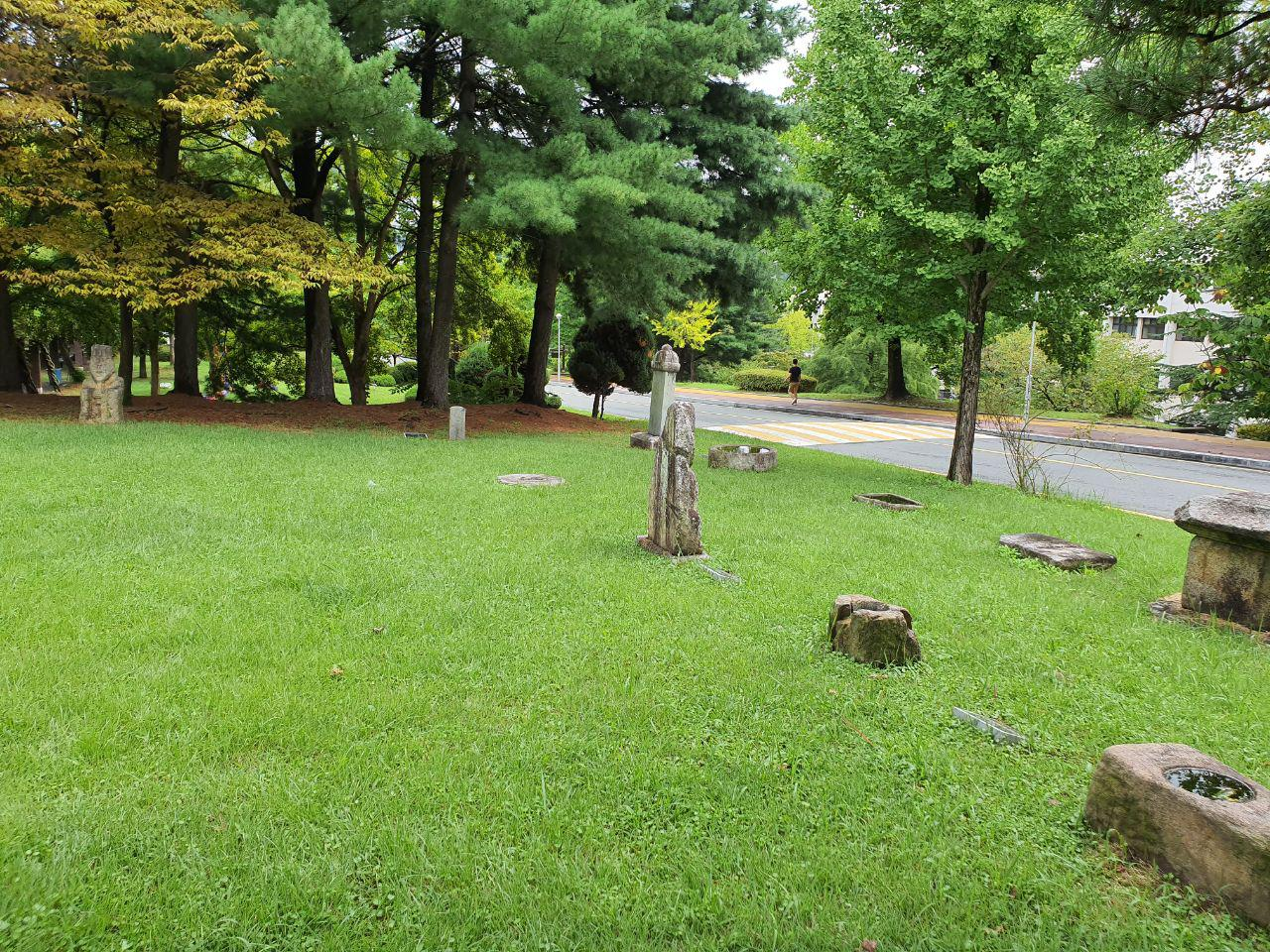
충남대학교 야외박물관 모습(2019)

### 김두화 묘비 위치 및 내용
현재 김두화 묘비는 충남대학교 야외박물관(위도 36.370406, 경도 127.344739)에 전시되어 있다.

- 표지석 내용

김두화 묘비 金斗和 墓碑

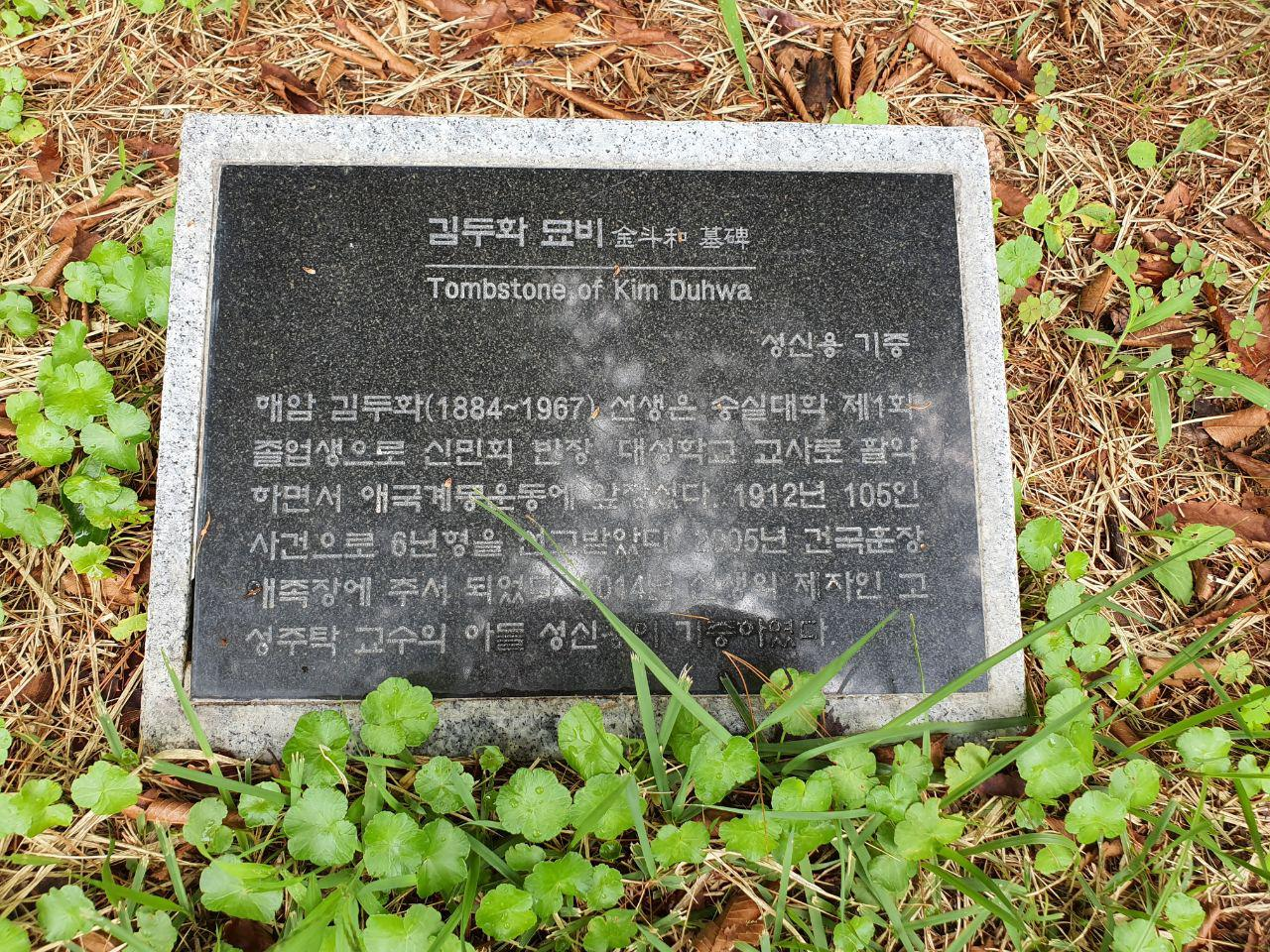
김두화 묘비 표지석 사진(2019)

 Tombstone of Kim Duhwa

 성신용 기증

 해암 김두화(1884~1967) 선생은 숭실대학 제1회 졸업생으로 신민회 반장, 대성학교 교사로 활약하면서 애국계몽운동에 앞장섰다. 1912년 105인 사건으로 6년형을 선고받았다. 2005년 건국훈장 애족장에 추서되었다. 2014년 선생의 제자인 고성주탁 교수의 아들 성신용이 기증하였다.

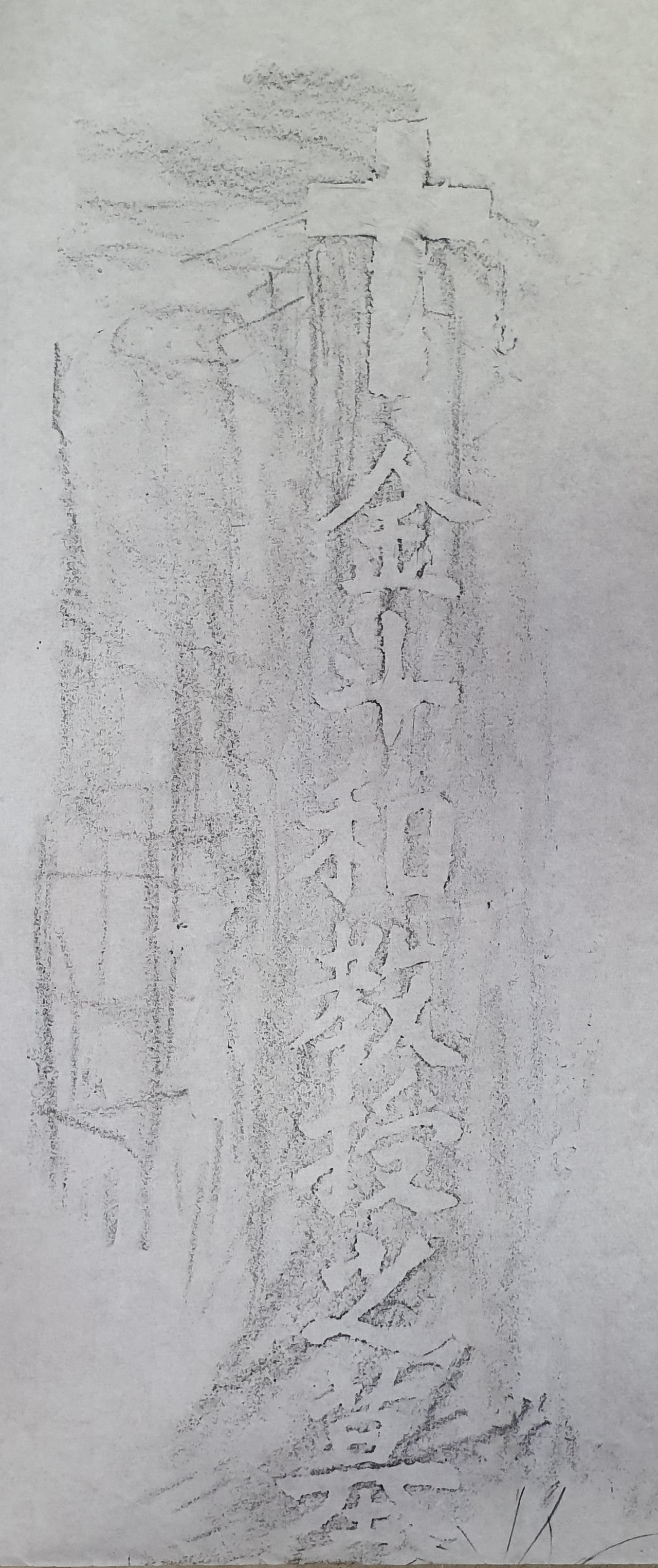
김두화 묘비석 정면

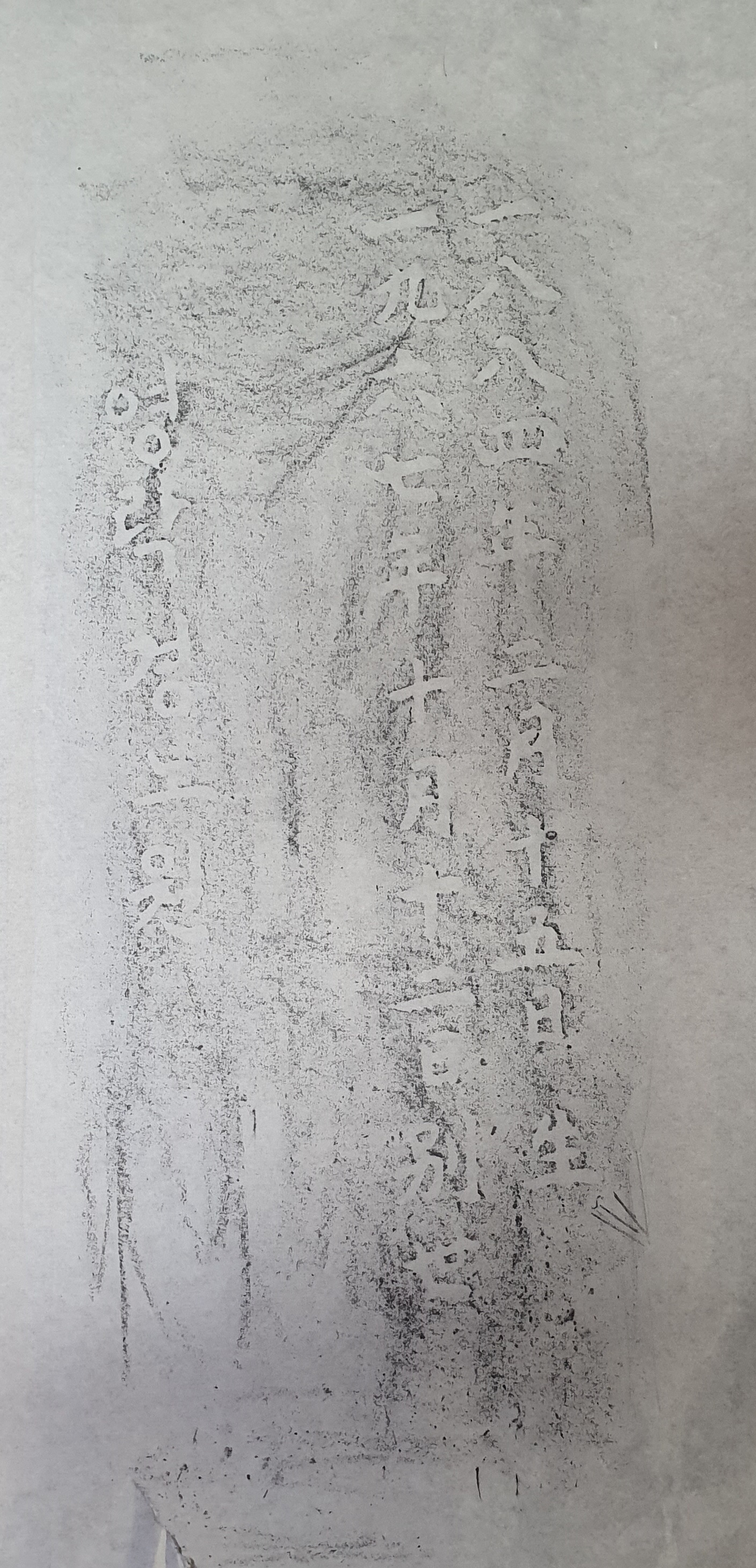
김두화 묘비석 후면

- 묘비 전면

金斗和敎授之墓

- 묘비 후면

一八八四年二月十五日生
一九六七年十月十二日別世

영락경노원
1. ↑  "숭실시보" 2014년 3월 3일, '항일비밀결사 신민회의 지도자' http://www.ssunews.net 보관됨 2019-11-11 - 웨이백 머신
2. ↑  국가유공자 공훈록 '김두화' 항목 https://e-gonghun.mpva.go.kr
3. ↑  국사편찬위원회, 2003, "신편한국사43-국권회복운동", 342쪽, 350쪽.
4. ↑  국사편찬위원회, 1966, "일제침략하한국36년사 1권", 1911년 10월 18일, '신민회 사건으로 기소된 122인에...'. http://db.history.go.kr/item/level.do?setId=3&itemId=su&synonym=off&chinessChar=on&page=1&pre_page=1&brokerPagingInfo=&position=0&levelId=su_001_1911_10_18_0290
5. ↑  대전광역시 유성구 대학로99(궁동 220)